# بلخ (در منابع)
این مقاله به واژه بلخ در نوشتارها و واژه‌نامه‌های فارسی می‌پردازد.

## از لغتنامهٔ دهخدا

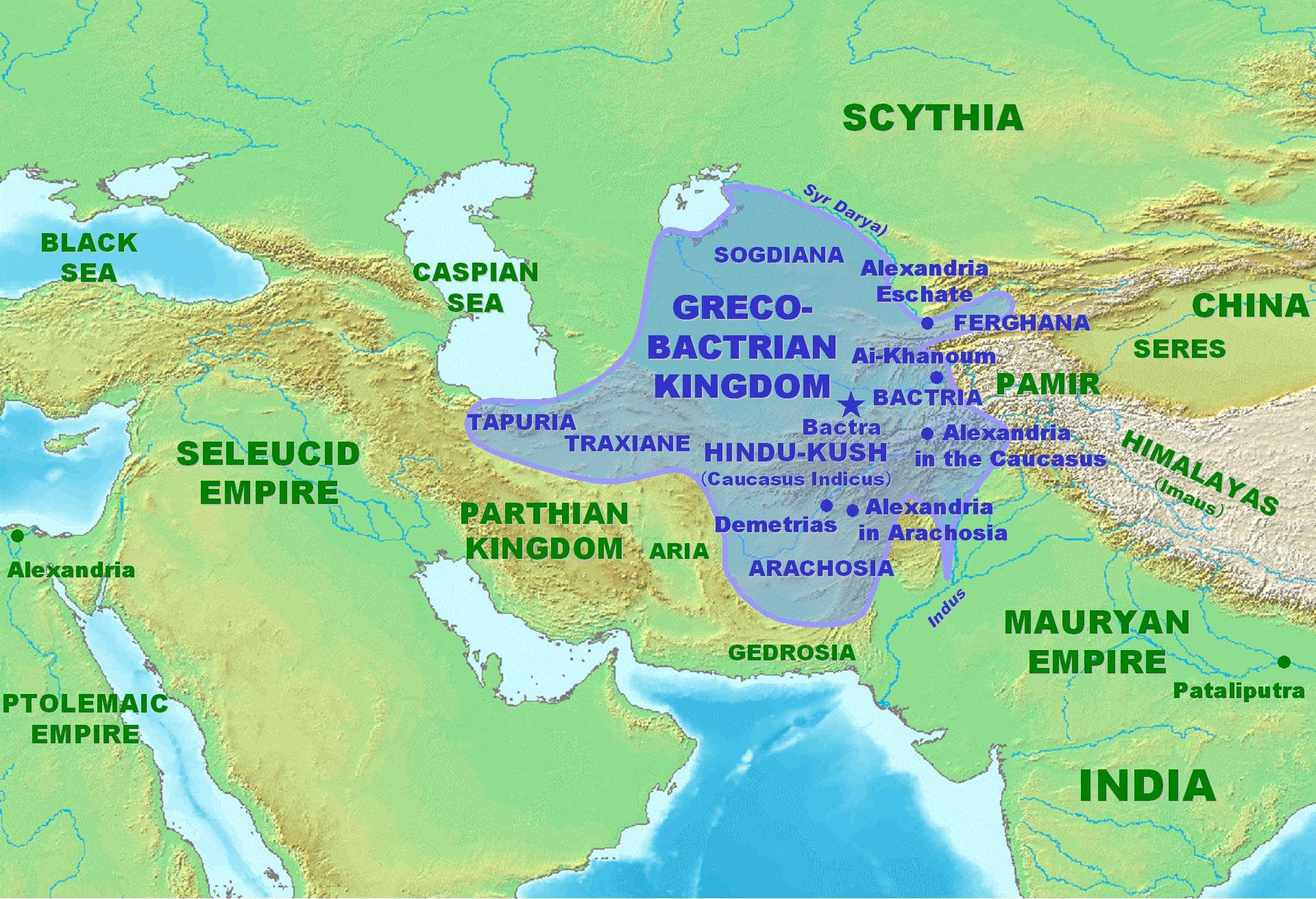
باختر در زمان سلطه یونانیان، در حدود سال ۱۸۰ پیش از میلاد، برای دیدن تصویر بزرگتر روی تصویر کلیک کنید.

باختر (بلخ) یا باختریش یا بلخ نام پایتخت مملکتی است که بدین نام نامیده می‌شده و در پای کوه پاراپامیز واقعست و رود بلخاب (باختروس یا باکتروس) از این شهر می‌گذرد و نام ایالت و شهر از اسم این رود گرفته شده‌است.
بلخ را دوازده نهر بوده‌است و هر نهری رستاقی، و از جملهٔ دوازده نهر یا رستاق، نهر غربنکی است که قریهٔ شامستیان مولد ابوزید بلخی بدانجاست.

## از فرهنگ فارسی معین
در قدیم ایالت معروف و بزرگی بوده در خراسان، بر سر راه خراسان به ماوراءالنهر. اکنون شهری کوچک است  و در شمال افغانستان واقع است، و قسمتی از آن ایالت جزو خاک افغانستان و قسمت دیگر جزو ترکستان شوروی است. و آن را باختر یا باختریش نیز می‌نامیدند.

## از سعید نفیسی

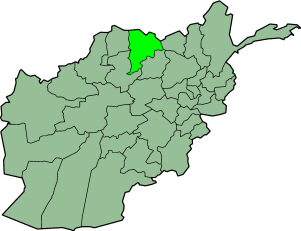
استان بلخ در افغانستان

سعید نفیسی در شرح باختریان نوشته‌اند:
بناحیتی گفته می‌شد که در جنوب رود آمویه و در مغرب و جنوب غربی کوه‌هایی بود که از سوی شمال گرد هندوستان را گرفته‌اند. به همین جهت این ناحیه اهمیت بسیار در روابط دول داشت زیرا یگانه راه خشکی در میان آسیای غربی و هندوستان از یک سو، و تاتارستان و چین از سوی دیگر بود. در همان ناحیه بود که نخست ملت هند و آریائی متوقف گشت و پس از گذشتن از سرزمین کوهستانی شمال شرقی بایران آمد و نژاد ایرانی امروز را تشکیل داد و نیز همان ناحیه سرچشمهٔ بسیاری از عقاید آئین زردشت بود. شهر باختریا (باکترا) بقول مورخین قدیم پایتخت این ایالت بود و آن را قدیم‌ترین شهر جهان می‌دانستند و آن را مادر شهرها یا ام‌القری لقب داده‌بودند. معمولاً در هر چیز، ایالت باختریان با ایالت سغدیان که در میان جیحون و سیحون بود دوش‌بدوش راه می‌رفت و در هر کاری همداستان و انباز بود و هر دو این ناحیه را کورش کبیر و اسکندر مقدونی با رنج بسیار گشادند و در کتیبه‌های هخامنشیان اسم هر دو ایالت توأم است و مورخین یونانی مخصوصاً هرودت این دو ناحیه را همیشه با هم ذکر کرده‌اند. بعدها ایالت باختریان ناحیهٔ بلخ را تشکیل داد و ایالت سغدیان ناحیهٔ سمرقند و بخارا یا به اصطلاح قدیم‌تر ناحیهٔ سغد را.
اسم قدیم بلخ در کتب یونانی «باکترا» و در کتیبه‌های هخامنشی «باختری» است ولی در اوستا در جزء موسوم به وندیداد یا ویدیواد اسم این شهر «بخذی» آمده‌است و در کتاب «بوندهش» از کتب پهلوی اسم این شهر را «بلخ» ثبت کرده‌اند. 

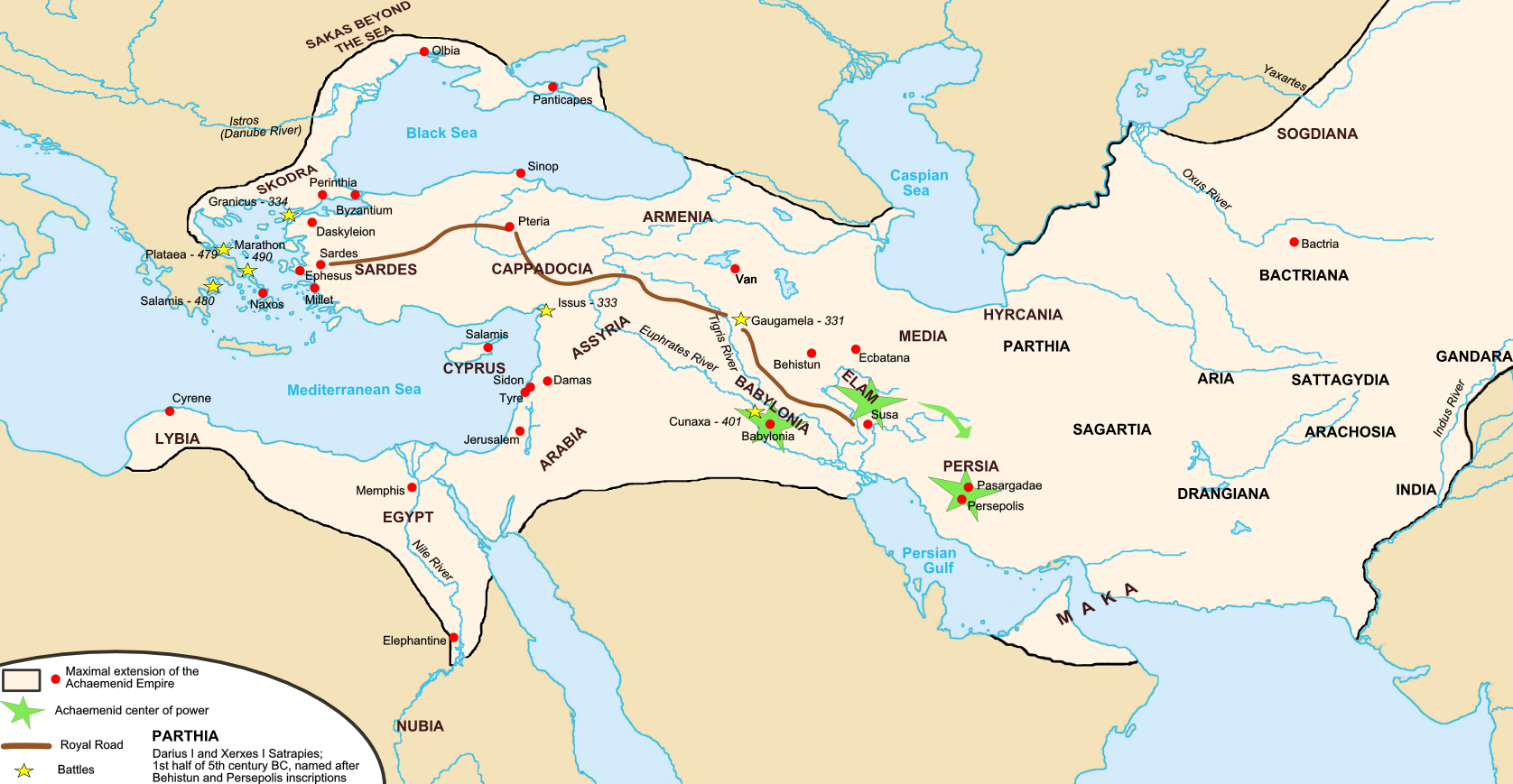
باختر در دورهٔ داریوش بزرگ هخامنشی یکی از ساتراپی‌های هخامنشیان بود.

جزو کتیبهٔ بزرگ بیستون داریوش در بند ششم، باختریش جزو ممالک تابعه آمده‌است: بند ششم: داریوششاه گوید 

 این است ممالکی که تابع منند. به ارادهٔ اهورمزدا من شاه آنهایم: پارس، خوزستان، بابل، آسور، مصر، جزایر دریا، سپرد، یونیه، ماد، ارمن، کاپادوکیه، پارت (خراسان)، زرنگ (سیستان)، هرات، خوارزم، باختر، سغد، گندار، سکائیه، ثات‌گوش، رخج، مکیا. 
 جمعاً ۲۳ مملکت.
سعید نفیسی در دنبالهٔ مطالبی که سابقاً نقل کرده‌ایم آورده‌اند:  در حدود سال ۲۴۰ پ.م. سپاهیان یونانی که پس از جهانگیری‌های اسکندر در ممالک شرق چیره شده‌بودند ایالت باختریان را از پادشاهان سلوکی گرفتند و پس از آنکه اراضی دو طرف سیحون و جیحون بدست ایشان افتاد، از کوه «هندوکش» نیز گذشتند و بسوی دشت سند فرودآمدند. اندکی بعد قلمرو ایشان از یک طرف رود سیحون، از یک سوی رود گنگ و از سوی دیگر خلیج گامبی بود. دستیاران و پایمردان این سلطنت باختریان، مخصوصاً یونانیان بودند که از یونان و آسیای صغیر آمده‌بودند زیرا در دیار خویش یاوری از بخت ندیده بودند و در پی کامیابی بسوی این دیار رهسپار گشته بودند. اندکی بیش از صد سال نگذشت که یونانیان در اثر آب و هوا در خوی و طبیعت نرم‌تر شدند و آن پادشاهی که نخست رونقی داشت رو به ناتوانی رفت و مردمی از نژاد سکا بر آن چیره شدند که از سرحد چین آمده بودند و به همین جهت از آن بعد بطلمیوس و دیگر مؤلفین یونانی دولت جدید باختریان را به اسم دولت هند و سکائی نامیده‌اند و وجه این تسمیه از آنست که از یک سو چند ایالت هندوستان را جزو قلمرو خود کرده بودند و از سوی دیگر اصلاً از نژاد سکاها بودند و نیز به همین جهت است که نویسندگان یونانی و رومی که پس از بطلیموس آمده‌اند، گاهی این دولت را دولت هند و گاهی دولت باختر نامیده‌اند. در آن زمان دولت چین نیز روابط تجاری با دول آسیای مرکزی و آسیای غربی باز کرد و کم‌کم سرحدات چین گشاده‌تر شد و به قلمرو دولت باختریان رسید و چون دولت باختریان در میان قلمرو اشکانیان و هندوستان و چین واقع شده‌بود، استقلال خویش را در معرض خطر دید و سیاست خود را منحصر بدان دانست که موازنتی در میان این سه رقیب برقرار کند ولی چون بخودی خود از عهدهٔ این کار دشوار برنمی‌آمد، درصدد شد که از دولت روم یاری جوید. از طرف دیگر امپراتوران روم در کشمکش‌های فراوانی که با اشکانیان داشتند، هیچ موقع را از کف نهشتند که از پادشاهان باختریان یاوری کنند زیرا توانائی ایشان را ناتوانی اشکانیان می‌دانستند. درباب پادشاهان یونانی که در باختریان شهریاری کرده‌اند، مورخین یونانی و رومی هیچ ذکری نکرده‌اند و تنها چیزی که از کتب ایشان برمی‌آید چند اسم کسانست و اسامی دیگر از سکه‌هائی بدست آمده که تقریباً هشتاد سال پیش یافته‌اند. اما درباب پادشاهان هند و سکائی که جانشین پادشاهان یونانی شده‌اند، باز بیانات نویسندگان یونانی و رومی مختصرتر است. از طرف دیگر چون مردم باختر در آن زمان اغلب بمذهب بودا گرویده بودند طبعاً با همکیشان خود راه داشته‌اند و گذشته از مؤلفین چینی بعضی از بودائیان نیز درباب باختریان اطلاعاتی داده‌اند. پادشاه باختریان که با قیصر روم مارک آنتوان روابط داشت و مکرر ویرژیل شاعر به او تاخته‌است، معتقد به مذهب بودا بود و در افسانه‌های بودائیان بزبان سانسکریت و زبان چینی ذکر مفصلی از او هست.
چندی پس از آن زمان مردمی از نژاد دیگر بر باختریان فرودآمدند و بر آن مسلط شدند که مؤلفین ایرانی و عرب عموماً ایشان را به اسم «ترک» نامیده‌اند و این کلمه مأخوذ از لفظی است که در کتب سانسکریت هست و در آن کتب توروشکه نوشته شده. هندیان به پیروی ایرانیان قدیم و یونانیان به ایشان اسم «ساس» می‌دادند ولی چینی‌ها این نژاد را بجز اسم «یوئئی‌چی» یا «یوئتی» به اسم دیگر نمی‌شناسند. نخستین گروه ازین نژاد که به باختریان فرود آمد، آن ناحیه را به پنج قسمت کرد و هر قسمتی استقلال داخلی یافت. از میان این پنج قسمت، یک قسمت بود که چینی‌ها آن را به اسم «کوئئی شوانگ» می‌شناختند و نویسندگان ارمنی آن را «کوشان» نوشته‌اند و اسم تمام باختریان دانسته‌اند و نویسندگان سریانی آن را «کشان»  ضبط کرده‌اند و شاید این همان کلمه‌ای باشد که در زمان‌های اسلام به کشانیه و کشانی یا کشان تبدیل شده‌است یا اسم شهر کش از همان ماده‌است... چون دولت باختریان از مؤسسات یونانیان بود، تمدن مخصوصی در اقصای شرق ایران فراهم ساخت که از تمدن ایران به کلی جدا بود. پادشاهان یونانی باختریان مذهب بودا را بدان جهت که جنبهٔ اجتماعی بسیار داشت، مساعدت کردند و ظاهراً بعضی از آن پادشاهان خود بودائی بوده‌اند و در اواخر پادشاهان هند و سکائی نیز اوضاع باختریان بهمان حالت باقی ماند.
در زمان پادشاهان یونانی باختریان سپاهان بیشتر یونانی بود و به زبان یونانی سخن می‌راندند و نیز اغلب عمال دولت باختریان به همین زبان متکلم بودند و طبعاً بومیان آن دیار بدین زبان خو گرفتند. مردمی که مخصوصاً از یونان می‌آمدند فرزندان شاهزادگان و توانگران باختر را زبان و ادبیات یونانی می‌آموختند و جاذبهٔ تمدن یونان در باختریان به درجه‌ای بود که در میان همسرهای متعدد شاهزادگان آن دیار زنانی بودند که اصل ایشان از یونان بود و به تمدن یونانی پرورش یافته بودند و حتی بعضی از مورخین رومی تصریح کرده‌اند که دولت روم دختران جوان زیبائی پرورش می‌داد که برای پادشاهان باختریان می‌فرستاد تا بدین وسیله دل ایشان را بخود جلب کند. به همین جهت در زمان پادشاهان یونانی باختریان رسایل دولت بزبان یونانی نوشته می‌شد، سجع سکه‌ها بیونانی بود و حتی در زمانی که زبان بومی را هم بکار می‌بردند زبان یونانی را از دست ندادند و در سلطنت پادشاهان هندوسکائی همین احوال باقی ماند.

## از حدود العالم
شهری بزرگ است  به خراسان  و خرم و مستقر خسروان بوده‌است اندر قدیم، و اندر وی بناهای خسروان است با نقش‌ها و کارکردهای عجیب و ویران گشته، آن را آتشکده نوبهار خوانند و جای بازرگانان است و جائی بسیار نعمت است و آبادان، و بارکدهٔ هندوستان است و او را رودیست بزرگ از حدود بامیان برود، و به نزدیک بلخ به دوازده قسم گردد و به شهر فرود آید، و همه اندر کشت و برز روستاهای او بکار شود، و از آنجا ترنج و نارنج و نیشکر و نیلوفر خیزد، و او را شهرستانی است با بارهٔ محکم و اندر ربض او بازارهای بسیار است.

## از برهان
نام شهری است مشهور از خراسان و آن از شهرهای قدیم است و همچو استخر فارس و آن را قبّةالاسلام خوانند و لقب آن بامی است، گویند خاندان برمکیان از آنجا بوده‌اند.

## از آنندراج
شهری است مشهور که از بناهای سلاطین قدیم عجم بوده و سال‌ها لهراسب و گشتاسب در آنجا زیستند و در آنجا آتشکده ساخته بوده‌اند. و آن را آتشکده نوبهار خوانده‌اند. و همچنان که مرو را مرو شاهیجان گویند، آن را بلخ بامیان گفتند.

## از معجم البلدان
شهری است مشهور در خراسان، و در کتاب ملحمة منسوب به بطلمیوس چنین آمده‌است:  اولین سازندهٔ آن را لهراسبشاه نوشته‌اند. و برخی سازندهٔ آن را اسکندر دانند و گویند در قدیم اسکندریه نامیده می‌شد. بلخ تا ترمذ دوازده فرسخ فاصله دارد و رود جیحون را نهر بلخ نیز نامیده‌اند. بلخ را احنف بن قیس از جانب عبدالله بن عامر بن کریز، در عهد عثمان بن عفان فتح کرد.

## از ناظم الاطباء
باختریش. باکتریان. بلخ. آسیای علیا. در قدیم به این اسم مملکت وسیعی را می‌نامیدند که شامل بود همهٔ جزء شرقی ایران را و محدود بود در شمال بواسطهٔ سغدیان و رود آمو و در مشرق بواسطهٔ سیتی و در جنوب بواسطهٔ هندوستان و جبال هند و کوه و پایتخت آن شهر باختر بوده که اکنون بلخ می‌گویند.

## از دایره المعارف فارسی

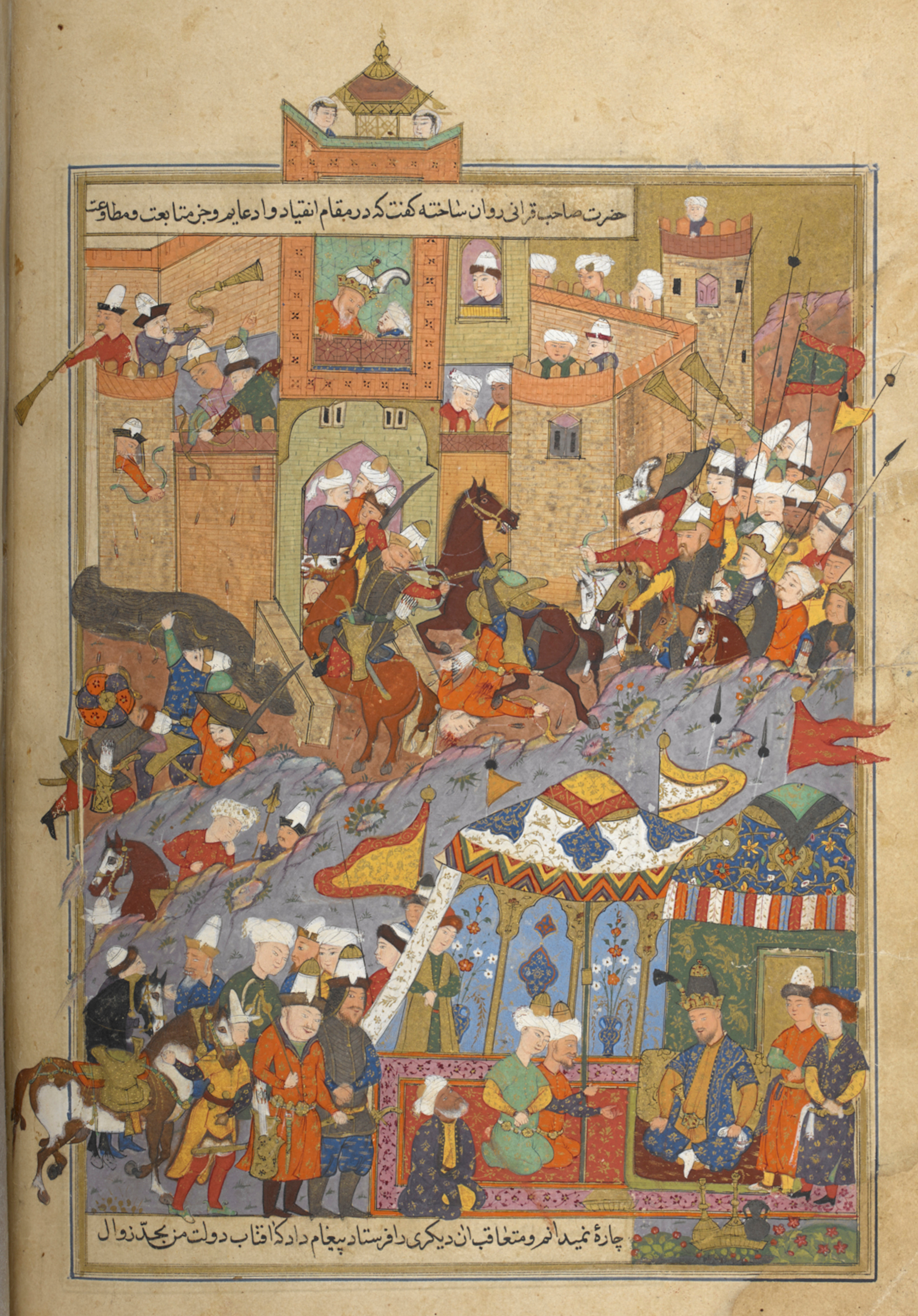
حملهٔ تیمور به بلخ

دهکده‌ایست در دل افغانستان کنونی که در ایام باستانی و در قرون وسطی شهری مهم و مرکز ناحیهٔ بلخ (مطابق باکتریا) و بر رود بلخ که اکنون خشک است، واقع بود. در زمان‌های پیش از اسلام بلخ از مراکز دین بودائی و محل معبد نوبهار بود، و در دین زردشتی نیز اهمیت داشت. اولین حملهٔ مسلمانان به بلخ در سال ۳۲ ه‍. ق. بسرکردگی احنف بن قیس بود. در سال ۴۳ ه‍. ق. دگر بار بتصرف مسلمانان درآمد ولی در زمان قتیبه بن مسلم (متوفی بسال ۹۶ ه‍. ق.) بود که کاملاً مقهور آنان شد. در سال ۱۱۸ ه‍. ق. اسد بن عبدالله قسری کرسی خراسان را از مرو به بلخ منتقل کرد و این شهر رونق یافت. در سال ۲۵۶ ه‍. ق. این شهر بتصرف یعقوب لیث صفاری درآمد. در سال ۲۸۷ ه‍. ق. عمر و لیث صفاری نزدیک بلخ مغلوب اسماعیل بن احمد سامانی شد و بقتل رسید و بلخ تحت حکومت سامانی درآمد. در سال ۴۵۱ ه‍. ق. سلجوقیان تصرفش کردند و در سال ۵۵۰ ه‍. ق. بدست ترکان غز ویران شد. در سال ۶۱۷ ه‍. ق. با وجود اینکه بلخ تسلیم چنگیز خان مغول شد، مغولان آن را ویران کردند و مردمش را قتل‌عام نمودند. در دورهٔ تیموریان تا اندازه‌ای شکوه گذشته را بازیافت ولی پس از بنای مزارشریف در بیست کیلومتری آن، بلخ رو به انحطاط گذاشت. در اواسط قرن هیجدهم میلادی بلخ بتصرف افغان‌ها افتاد و از سال ۱۸۴۱ میلادی در تصرف آن‌ها مانده‌است. خرابه‌های بلخ قدیم اکنون ناحیهٔ وسیعی را اشغال کرده‌است.

## از ایران باستان

### جدا شدن باختر از دولت سلوکی

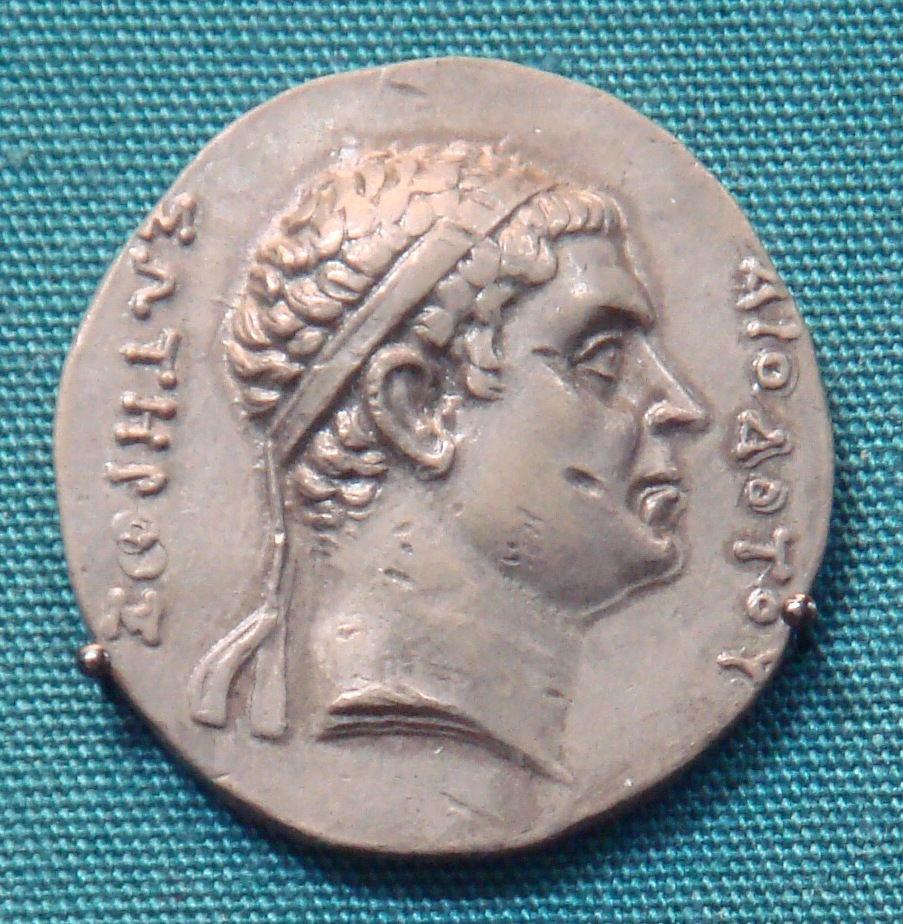
سکه با تصویر دیودوت یکم

در سال ۲۵۶ پیش از میلاد  باختر با سغد و مرو متحد گشته، از دولت سلوکی جدا شد. رهبری این کار با دیودوت یکم یونانی بود که در این قسمت ایران دولتی تشکیل داد و این دولت از ۲۵۰ تا ۱۲۵ پیش از میلاد دوام یافته، به دولت یونانی بلخ معروف گردید و بعد جزء دولت پارت شد. سلوکی‌ها در ابتدا متعرض این دولت نشدند و بعد که خواستند آن را باطاعت درآورند، بنای آن محکم گشته بود. بعد از دیودوت یکم، دیودوت دوم بتخت نشست و سپس  اوتی‌دموس جانشین دیودوت دوم شد. در زمان  پادشاهی اوتی‌دموس و پسرش دمتریوس یکم باختر از طرف جنوب پاراپامیز و مغرب و شمال توسعه یافت و دولتی بزرگ گردید، چنانکه از سغد تا رخج و از هریرود تا دهنهٔ رود سند و پنجاب هند عرض و طول این مملکت بود.

### تجزیه دولت یونانی بلخ
وسعت مملکت باختر دوام نیافت زیرا در زمان دمتریوس یکم، اوکراتید نامی در باختر بالاخص قوت یافت و قیام کرد. بعد از چندی اِوکراتید به خیال تصرف رخج و زرنگ (سیستان) و پنجاب هند افتاد و کارهای باختر و صفحات شمالی آن را رها کرده، تمامی حواس خود را به تسخیر این ممالک مصروف داشت. بعد با دمتریوس، که پنجاب هند را در اختیار داشت در جنگ شد و او را شکست داده، پنجاب هند را به مملکت خود ضمیمه کرد. چنانکه ژوستن گوید (کتاب ۴۱ بند ۶) پسر اوکراتید که در اداره کردن مملکت شریک اوکراتید بود، پدرش را در راه کشت (۱۴۷ پ.م.) و بی‌اینکه پدرکشی خود را پنهان دارد، چرخهای ارابه‌اش را با خون پدر رنگین کرد، مثل اینکه دشمنی را کشته باشد و حتی جسد پدر را دفن نکرد.
معلوم است که تقسیم دولت باختر بدو قسمت و جنگ‌های خانگی در دولت یونانی و باختری، مبانی این دولت را سست کرد و از طرف دیگر مردمان شمالی که سغد را گرفته همواره به باختر هجوم می‌آوردند، از موقع استفاده کرده، باختر را در فشار گذاردند. حتی ظن قوی این است که این مردمان سکائی بعض ولایات شمالی دولت یونانی بلخ را در آن طرف جیحون در تصرف خود داشتند. (استرابون، کتاب ۱۱ فصل ۸ بند ۲). این بود احوال باختر در زمان اوکراتید، که بقول ژوستن (کتاب ۴۱ بند ۶) معاصر مهرداد یکم پارت بود و حتی هر دو موافق نوشتهٔ مورخ مزبور، در یک وقت به تخت باختر و پارت نشسته بودند. موافق آنچه که از وقایع این دولت برمی‌آید، اینجا از ابتدا مرکزیتی چنانکه در پارت وجود داشت، دیده نمی‌شود و از سکه‌های باختری معلوم است که شاهزادگانی نیز حکومت می‌کردند و سکه بنام خود می‌زدند مثلاً در زمان دیودوت دوم اسم دو پادشاه دیگر را می‌یابیم، یکی آنتیماخوس است و دیگری آگاتوکل، این‌ها در ابتدا دست‌نشانده ولی بعد مستقل بوده‌اند. چنین بود احوال باختر، در زمان مهرداد یکم (پادشاه اشکان). اکنون باید دید که این شاه چگونه از اوضاع همسایگان خود، یعنی دولت سلوکی و یونانی و باختری استفاده کرده‌است.

### حملهٔ مهرداد یکم به دولت یونانی بلخی
از شرحی که راجع باحوال دولت سلوکی و باختر گفته شد، معلوم است که در سلطنت مهرداد یکم موقع برای توسعهٔ پارت از طرف مغرب و مشرق مناسب بود. مهرداد چنانکه وقایع می‌نماید، از این موقع استفاده کرد و بدواً توجهٔ خود را به طرف باختر معطوف داشت.  در زمانی که اِوکراتید مشغول تسخیر پنجاب بود و بدست پسرش نابود می‌شد، مهرداد به باختر تاخته، این مملکت را به پارت ضمیمه کرد. استرابون گوید که دو ایالت را ضمیمه کرد. اولی را نویسندهٔ مزبور توریئوآ و دومی را آسپیونوس می‌نامد (کتاب ۱۱ فصل ۱۱ بند ۲) ولی محققاً معلوم نیست که این دو ایالت در کجا واقع بوده. حدس می‌زنند که مقصود از توریئوآ، تورانست و از آسپیونوس، مردمی موسوم به آسپاسیاک و مساکن آن‌ها بین جیحون و سیحون بوده‌است. بعید نیست که این حدس صحیح باشد، زیرا معلوم است که مردمان شمالی را که در زمان ساسانیان به ایران حمله می‌کردند، ایرانیها، تورانی می‌نامیدند و شاید درین زمان هم به مردمان سکائی و غیره که از طرف سغد، یا ماوراء سیحون بباختر حمله می‌کردند، همین اسم را می‌داده‌اند، ولی از جهت اجمال مدارک چیزی که محقق باشد، درین باب نمی‌توان گفت.

### جنگ دوم مهرداد یکم با باختر

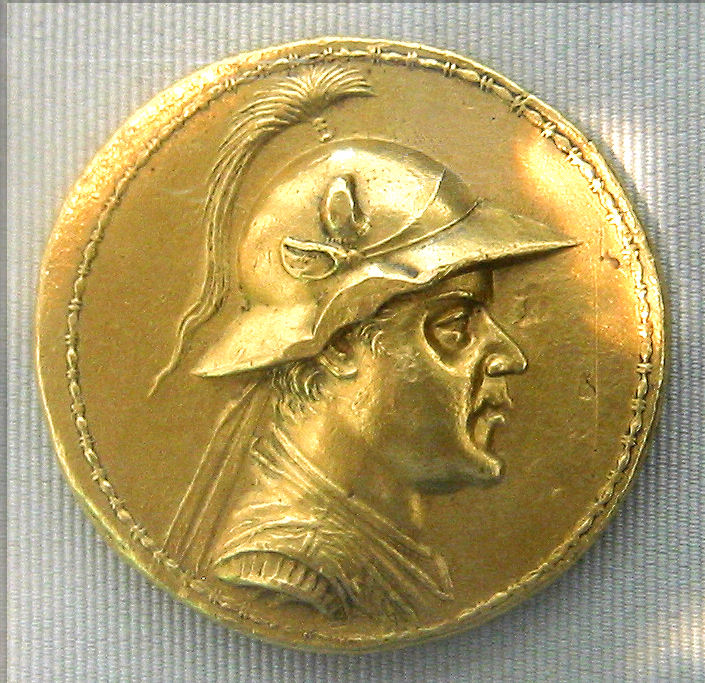
سکه با تصویر اوکراتید

چون پسر اوکراتید، هلیوکل در اداره کردن دولت باختر با پدرش شریک بود او را کشت. بعضی تصور کرده‌اند که جهت پدرکشی از عدم رضایت او و یونانی‌ها از سستی اِوکراتید نسبت به پارتی‌ها و واگذاردن چند ایالت بدولت پارت بوده. از کلمات ژوستن (کتاب ۴۱ بند ۶) این ظن تأیید می‌شود، زیرا مورخ مزبور گوید که هِلیوکل پدرش را علانیه کشت و چرخهای ارابه‌اش را بخون او رنگین کرده، جسدش را از دفن محروم ساخت. چنین عملی که شاید در تاریخ از حیث وحشیگری و سبعیت نظیر ندارد، ممکن نبود روی دهد، مگر اینکه یونانی‌های باختر اِوکراتید را دشمن خود و مملکت دانسته باشند. به‌هرحال پس از اینکه هِلیوکل بتخت نشست و کلیهٔ اقتدارات را بدست گرفت، خواست ایالات ازدست‌رفتهٔ دولت باختر را برگرداند. از طرف دیگر مهرداد، که بعد از صلح با اوکراتید دوست او به‌شمار می‌رفت، ازین پدرکشی کینهٔ هِلیوکل را سخت در دل گرفت و با لشکری نیرومند بقصد او بیرون رفته بآسانی او را شکست داد و قسمتی بزرگ از مملکت باختر را صاحب شد. (ژوستن، کتاب ۴۱ بند ۶). 
دیودور گوید که مهرداد باین بهره‌مندی اکتفا نکرده به‌طرف مشرق راند و به هند درآمد تا رود هیداسپ (جلم کنونی که در پنجاب است.) راند (قطعه‌ای از کتاب ۳۳)، ولی نظر باینکه سکه‌هائی از شاهان پارت در هند نیافته‌اند و نیز ازین لحاظ، که دولت یونانی و باختری تا ۱۲۶ پ.م. در کابل و حوالی آن وجود داشت، نویسندگان جدید تصور می‌کنند که حتی اگر مهرداد تا هند رانده، ممالکی را در هند تسخیر نکرده و سرحد دولت پارت را کوه‌هائی قرار داده که از طرف مغرب وادی سند را محدود می‌سازد. از چنین حدسی اگر هم صحیح باشد، باز باین نتیجه می‌رسیم، که تمامی مملکت باختر و پاراپامیزاد (شمال افغانستان) و رخج و سیستان درین زمان جزء دولت پارت گردیده‌است.